# 無錫睿米
無錫睿米情報技術有限会社は小米科技会社のサブブランド。 
小米科技（XiaoMi）スマートホームエコチェーン企業のメンバーとして、無錫睿米情報技術株式会社はクリーン製品の開発と生産するような企業であり、2015年3月で王志強が創立。

## 製品
- NEX 无线吸尘器
- X20 无线吸尘器
- F8无线吸尘器
- F8 Lite 无线吸尘器
- F8E 无线吸尘器
- F8E Lite 无线吸尘器
- 除蟎无线吸尘器
- NEX コードレス掃除機
- X20 コードレス掃除機
- F8 コードレス掃除機
- F8 ライト コードレス掃除機
- F8 E コードレス掃除機
- F8 E ライト コードレス掃除機
- ダニクリーナーコードレス掃除機[5][6][7][8]

## 所获奖项
- 受賞アイテム
- 睿米F8无绳吸尘器荣获国际奖项
- 睿米F8コードレス掃除機が国際賞を受賞
- IF产业论坛奖（IF industries Forum Design）
- IF産業フォーラム賞 红点设计奖（Red Dot Design Award）
- レッドドットデザイン賞 日本优良设计奖（Good Design Award）产品
- 日本グッドデザイン賞[9][10][11]